# Чарни-Ляс (Підляське воєводство)
Чарни-Ляс (пол. Czarny Las) — село в Польщі, у гміні Штабін Августівського повіту Підляського воєводства.
Населення — 34 особи (2011).
У 1975-1998 роках село належало до Сувальського воєводства.

## Демографія
Демографічна структура станом на 31 березня 2011 року:
|          | Загалом | Допрацездатний вік | Працездатний вік | Постпрацездатний вік |
| -------- | ------- | ------------------ | ---------------- | -------------------- |
| Чоловіки | 18      | 0                  | 17               | 1                    |
| Жінки    | 16      | 1                  | 9                | 6                    |
| Разом    | 34      | 1                  | 26               | 7                    |